# 노래선물
강원래의 노래선물은 KBS 3라디오(수도권 FM 104.9㎒, AM 1134㎑)에서 방송되는 대중음악 전문 라디오 프로그램이다.
진행자는 클론의 멤버 강원래이며, 방송시간은 평일 낮 12시 5분부터 오후 1시까지와 주말 낮 12시부터 오후 1시까지이다.

## 역사
2003년 6월 2일에 "노래선물"이라는 제목으로 첫방송되었으며, 2009년 4월 27일에 《한낮의 노래선물》로 프로그램 제목이 잠정 변경되었다가, 2010년 4월 19일부터 원년 제목인 "노래선물"로 다시 환원되었다.

## 역대 방송시간
| 방송 채널   | 방송 기간                          | 방송 시간                 | 제목            |
| ----------- | ---------------------------------- | ------------------------- | --------------- |
| KBS 3라디오 | 2003년 6월 2일 ~ 2009년 4월 26일   | 매일 낮 12:15 ~ 오후 1:00 | 노래선물        |
| KBS 3라디오 | 2010년 4월 19일 ~ 2014년 12월 31일 | 매일 낮 12:15 ~ 오후 1:00 | 노래선물        |
| KBS 3라디오 | 2015년 1월 1일 ~ 2018년 9월 30일   | 매일 낮 12:10 ~ 오후 1:00 | 노래선물        |
| KBS 3라디오 | 2018년 10월 1일 ~ 현재             | 매일 낮 12:05 ~ 오후 1:00 | 노래선물        |
| KBS 3라디오 | 2009년 4월 27일 ~ 2010년 4월 18일  | 매일 낮 12:10 ~ 오후 1:00 | 한낮의 노래선물 |

## 역대 진행자

### 노래선물 (1기)
- 2003년 6월 2일 ~ 2004년 4월 25일 : 박수림
- 2004년 4월 26일 ~ 2006년 11월 26일 : 윤선아
- 2006년 11월 27일 ~ 2009년 4월 26일 : 강원래

### 한낮의 노래선물
- 2009년 4월 27일 ~ 2010년 4월 18일 : 강원래

### 노래선물 (2기)
- 2010년 4월 19일 ~ 현재 : 강원래

## 요일별 코너
- 월요일 : 한 남자와 두 여자의 수다방
- 화요일 : 부활 박완규의 론리나잇 써니데이
- 수요일 : 자전거 탄 풍경의 뜨거운 라이브
- 목요일 : 낭만 형님들
- 금요일 : 김헌식의 맛집 멋집
- 토요일 : 김현아의 코러스 라인
- 일요일 : 가요주크박스

## 같이 보기
- 대중음악
- 박세미의 수다가 체질 (SBS 러브FM)
- 12시엔 주현영 (SBS 파워FM)
- 신부님 신부님 우리 신부님 (평일) (cpbc FM)
- 이인혜의 아름다운 사랑 아름다운 나눔 (주말) (cpbc FM)
- 토요특집 신부들의 수다 (토요일) (cpbc FM)
- 성경약방 (일요일) (cpbc FM)